# گلیسی
گلیسی (به فرانسوی: Glisy) یک کمون در فرانسه است که در Canton of Boves واقع شده‌است.

## خصوصیات
گلیسی ۵٫۵۵ کیلومترمربع مساحت و ۵۷۴ نفر جمعیت دارد و ۵۵ متر بالاتر از سطح دریا واقع شده‌است.